# Luis María Borbón Vallabriga
Luis María kardinal Borbón Vallabriga, španski rimskokatoliški duhovnik, škof in kardinal, * 22. maj 1777, Cadalso de la Vidrios, † 19. marec 1823.

## Življenjepis
13. marca 1799 je prejel duhovniško posvečenje in 15. marca je bil imenovan za nadškofa Seville ter 2. junija 1799 je prejel škofovsko posvečenje.
20. oktobra 1800 je bil povzdignjen v kardinala in imenovan za kardina-duhovnika S. Maria della Scala.
Med 22. decembrom 1800 in 29. decembrom 1814 je bil nadškof Toleda.